# 체코슬로바키아 사회주의 공화국
체코슬로바키아 사회주의 공화국(체코어·슬로바키아어: Československá socialistická republika 체스코슬로벤스카 소치알리스티츠카 레푸블리카[*])은 1960년부터 벨벳 혁명 직후인 1990년까지 사용된 체코슬로바키아의 공식 국가 명칭이다.

## 역사
1943년 체코슬로바키아의 망명 정치가 에드바르트 베네시 (Edvard Beneš)는 소련의 외교 정책에 무조건 따르라는 스탈린의 요구에 응하여, 베네시 선언에 따라 백만여 명이 넘는 주데텐의 독일인을 "부자"로 치부하여 추방하고, 헝가리인들도 쫓아냈다.:45 베네시는 스탈린과 군사ㆍ경제 분야에서 "긴밀한 전후 협조"를 약속하여, 체코슬로바키아의 "공산주의를 향한 인민의 길"에 따라 대지주의 재산, 공장, 광산, 제강소, 은행을 몰수하여 국유화하였다.:45 베네시는 러시아의 하수인은 아니었으며, 그의 계획에서는 다른 동구권 국가의 몇몇 내정 개혁과 다른 점이 있었으나, 스탈린은 베네시가 재산 몰수를 실시했고, 여타 소비에트 블록 나라보다 체코슬로바키아의 공산주의자 세력이 강하다는 점에도 만족하여 그를 반대하지 않았다.:45
1945년 3월 베네시는 모스크바를 방문하였다.:79 소련 내무인민위원회의 질문 목록에 답변한 뒤 베네시는 주데텐에 사는 이백 만 여명의 독일인과 400,000명에서 600,000명 사이의 헝가리인을 국외로 퇴거시키고, 붉은 군대와 긴밀히 공조하는 강력한 군대를 육성한다는 계획으로 소련 정부를 기쁘게 하였다.:79 1945년 4월 세 개의 사회주의 정당이 지배하는 거국 연정인 제3공화국이 창설되었다. 공산당의 힘이 강했고(이들은 300석 가운데 114석을 점하였다) 베네시가 소련에 충성하였기 때문에 다른 동구권 국가와 달리 소련 정부는 체코슬로바키아에 블록 정치를 강제하거나 "믿을 만한" 간부를 최고위직에 앉히도록 요구하지 않았으며, 행정부과 입법부는 체코슬로바키아에서 예전대로 하던 구조를 계속 유지하였다.:86 그러나 소련은 체코슬로바키아 공산당이 1946년 선거에서 가장 많은 표를 얻고도 자신의 입지를 펼치지 않는데 처음으로 실망하였다.:152 이들은 지방 정부를 공산당이 장악한 새로이 구성된 위원회로 대체하여 기존의 행정 실권을 빼앗았으나, 군대내에 "부르주아"의 영향을 제거하거나 실업가와 대지주와 재산을 몰수하지는 못하였다.:152
체코슬로바키아는 어느 정도 독립적인 정치 구조를 가지고 있어 처음부터 소비에트 블록의 전형적인 정치ㆍ사회ㆍ경제 체제를 갖추지 못했으므로 소련 당국은 이를 문제시하게 되었다.:108~9 "애국 전선" 바깥의 세력들은 정부에서 배제되었으나, 이들은 아직 건재하였다.:152 붉은 군대가 점령한 나라들과 달리, 체코슬로바키아에는 공산당이 이미 주도적인 역할을 주장할 수 있어서 소련의 군정 당국이 없었다.:152
소련 당국은 다가오는 1948년 선거에서 공산주의자가 승리하리란 기대를 잃어갔다.:110 1947년 5월에 크렘린의 어느 보고서에서는 서방 민주주의를 찬양하는 "반동적 요소"가 강해졌다고 결론을 내렸다.:110 체코슬로바키아가 마셜 계획의 자금을 얻을 것을 잠시 고려하고,:138 그리하여 1947년 9월 시클라르스카 포렝바에서 코민포름이 여러 공산당을 비난하면서, 루돌프 슬란스키 (Rudolf Slánský)는 국가 안보국(StB)이 당내 정적을 제거하고 반대자를 숙청하여 권력을 잡을 계획으로 프라하에 돌아왔다.:134 1948년 2월 초에 공산주의자인 내무 장관 바츨라프 노세크 (Václav Nosek)는 국가 경찰대에 남은 비공산주의자들을 숙청하려 하는 월권 행위를 하였다.:370 소련의 발레리안 조린 (Valerian Zorin) 대사는 쿠데타를 준비하기 위하여 프라하에 도착하였으며, 비공산주의자가 장관직에 오르고 군대가 병영에서 출금 조치되자 정변을 일으켰다.:371 붉은 군대에 복무하는 조린 (Zorin)과 함께 공산주의자 "행동 위원회"와 노동조합 민병대가 이내 조직되어 무장하고, 반공주의자를 숙청할 준비를 갖추었다. 베네시는 내전이 일어나고 소련이 간섭할 것을 두려워하여 1948년 2월 25일에 항복하고 체코슬로바키아 공산당(KSČ)이 장악한 정부를 인명하였으며, 그 지도자는 스탈린주의자인 클레멘트 고트발트 (Klement Gottwald) 로, 이틀 뒤에 총리직 취임에 선서하여 독재를 이끌었다.:134~5:370~371
:15 유일하게 고위직에 있던 비공산주의자인 얀 마사리크 (Jan Masaryk)는 2주 뒤에 시체로 발견되었다.:135 소련이 지원한 쿠데타는 대놓고 잔인하게 행동하자 서방 국가들은 이전의 어떤 사건보다도 충격을 받았으며, 일시적으로 전쟁 자세를 취하여, 미국 의회내에서 미국 트루먼 대통령의 마셜 계획에 반대하던 소수의 사람들조차 찬성으로 돌아섰다.:19
1948년 2월 쿠데타가 일어나 소련의 지원을 받는 공산주의자들이 집권하자 체코슬로바키아는 새 헌법이 발효되면서 체코슬로바키아 공화국(Československá republika)이라는 인민 공화국이 선포되었다. 그 후 공산주의 체제의 안정을 위해 1960년 신헌법을 채택, 시행하면서 체코슬로바키아에서 "사회주의의 최종적 승리"의 상징과 마찬가지로 1960년 7월 11일에 체코슬로바키아 사회주의 공화국이라는 국호로 바꾸었으며 1990년 벨벳 혁명 때까지 유지되었다.
1969년 각각 동등한 지위를 갖는 체코 사회주의 공화국과 슬로바키아 사회주의 공화국의 두 구성 공화국으로 이루어진 연방제 사회주의 공화국으로 이행하였다. 그러나 1980년대 말, 동유럽 공산권 국가들을 휩쓴 개혁, 개방 물결 속에 1989년 벨벳 혁명으로 다당제가 도입되고 공산정권이 붕괴되었고 1990년 4월 1일 공식 국명을 체코슬로바키아 연방 공화국으로 변경하여 체코슬로바키아 사회주의 공화국의 명칭은 사라졌다.
한편, 이후의 체코슬로바키아 연방 공화국은 1992년, 각각 체코와 슬로바키아로 분리할 것을 결의하여 1993년 1월 1일 체코슬로바키아는 완전히 소멸하고 두 독립국인 체코 공화국과 슬로바키아 공화국으로 나뉘었다.

## 정치
체코슬로바키아 공산당(KSČ)이 정치를 독점했다.

## 군사
체코슬로바키아 인민군이 존재했다.
- 체코슬로바키아 인민군 육군
- 체코슬로바키아 인민군 공군
- 체코슬로바키아 인민군 방공군

### 역대 공산당 서기장
당수
- (과두 정치) (1921년 ~ 1925년)
- 보후밀 질레크 (1925년 ~ 1929년)
- 클레멘트 고트발트 (1929년 ~ 1948년)

정부수반
- 클레멘트 고트발트 (1948년 ~ 1953년)
- 안토닌 노보트니 (1953년 ~ 1968년)
- 알렉산데르 둡체크 (1968년 ~ 1969년)
- 구스타우 후사크 (1969년 ~ 1987년)
- 밀로슈 야케슈 (1987년 ~ 1989년 11월 24일)
- 카렐 우르바네크 (1989년 11월 25일 ~ 12월 20일)
- 라디슬라프 아다메크 (의장, 1989년~1990년), 바실 모호리타 (1서기, 1989년~1990년)

## 같이 보기
- 프라하의 봄
- 체코 사회주의 공화국
- 슬로바키아 사회주의 공화국